# Захсен бај Ансбах
Захсен бај Ансбах (њем. Sachsen bei Ansbach) општина је у њемачкој савезној држави Баварска. Једно је од 58 општинских средишта округа Ансбах. Према процјени из 2010. у општини је живјело 3.217 становника. Посједује регионалну шифру (AGS) 9571196.

## Географски и демографски подаци
Захсен бај Ансбах се налази у савезној држави Баварска у округу Ансбах. Општина се налази на надморској висини од 412 метара. Површина општине износи 21,0 km². У самом мјесту је, према процјени из 2010. године, живјело 3.217 становника. Просјечна густина становништва износи 154 становника/km².